# 大正政変
大正政変（たいしょうせいへん）は、1913年（大正2年）2月、前年末からおこった憲政擁護運動（第1次）によって第3次桂内閣が倒れたことをさす。広義には第2次西園寺内閣の崩壊から第3次桂内閣を経て第1次山本内閣の時代までとされる。

## 狭義の大正政変

### 桂園時代

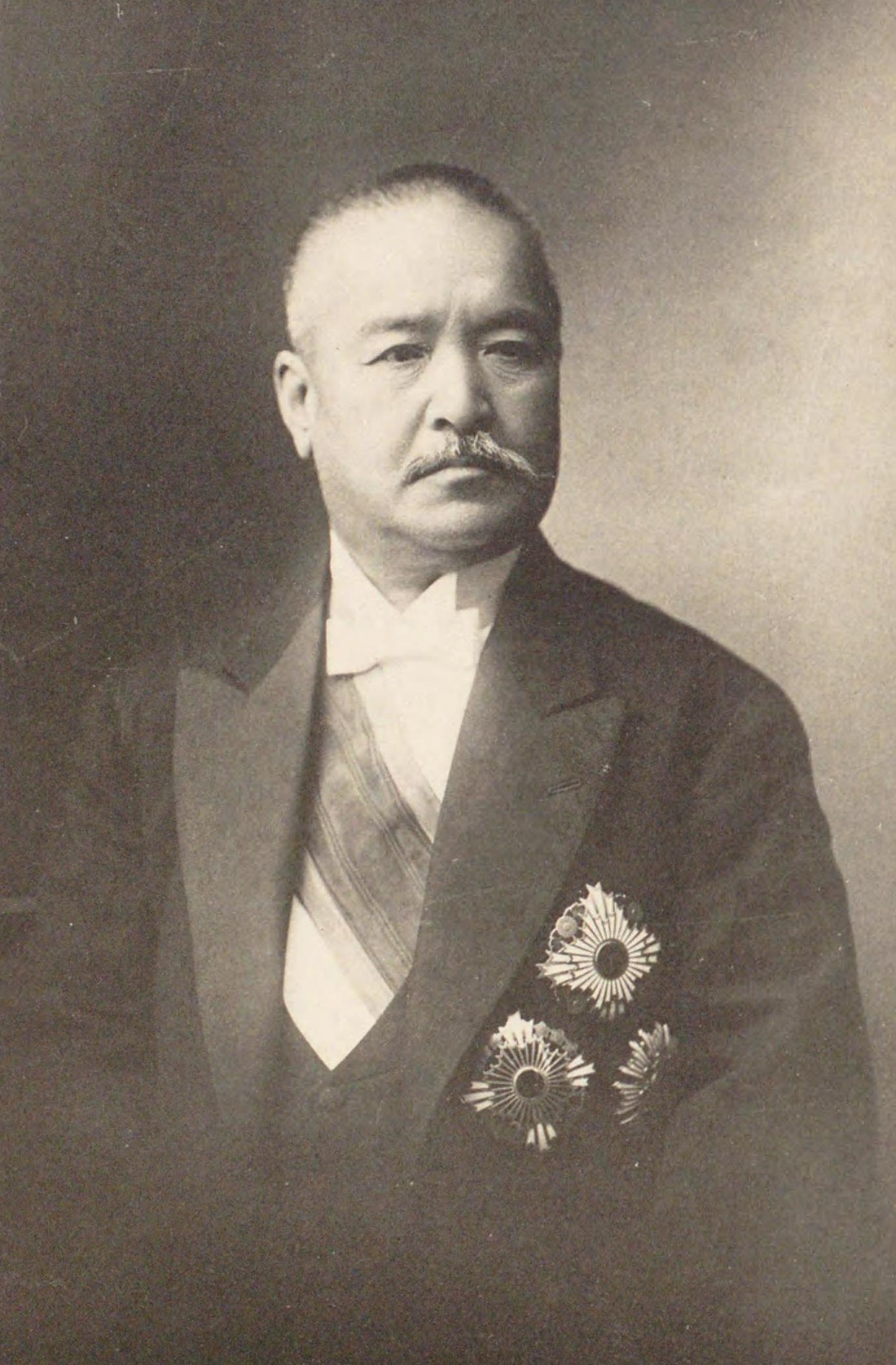
人心掌握の達人「ニコポン宰相」、桂太郎

大日本帝国政府は、明治維新を主導した西南雄藩（その中でも特に薩長）が主導権を握り（藩閥）、表向きは衆議院に代表される民意（民党）とは距離を置く超然主義を標榜したが、実際には、議会勢力の協力無くしては予算案や法案の審議、ひいては政権の運営がままならず、藩閥の歴代内閣は議会対応に苦慮した。
元勲世代が交代して首相職を務めた後、1901年（明治34年）に元勲の次世代に当たる桂太郎が、山縣有朋元老から藩閥陣営の主宰者を引き継ぐ形で首相に就任すると、議会第一党の座を確保した立憲政友会（西園寺公望総裁）との間で妥協が成立し、比較的安定した政権運営が行われるようになる。この間、首相の座に交互についた桂と西園寺から一字ずつ取って、桂園時代と呼称される。
ただし、「藩閥と政友会が権力の座を独占する」という対外的な安定性は確保された一方で、政権内部では、利益誘導などを巡って内紛が恒常的に続いた。特に、藩閥側の頂点に君臨する山縣元老は政党政治を本能的に嫌い、一方で政友会の党務を実質的に差配する原敬は地方への利益誘導を積極的に行って対立し、桂・西園寺両名（特に桂）の妥協的な態度には常に圧力が加えられた。1911年8月に第2次西園寺内閣が成立するときには、原は桂の政界引退の言質を取っており、一方山縣元老も、政友会に友好的な態度をとってきた桂を嫌い、藩閥内で桂のさらに次世代にあたる寺内正毅朝鮮総督らの引き上げを行うなど、桂の政治基盤の切り崩しにかかる。
一方桂は、藩閥、政友会以外の政治勢力を自ら立ち上げて、本格的な議会制民主主義（二大政党制）を日本に導入すべく、英国視察を企図する。加藤高明駐英大使を通じて段取りをつけ、7月6日、シベリア鉄道経由で訪英の旅に出る。ところがロシア帝国の首都サンクトペテルブルクへ到着したところで明治天皇、発病、重態の知らせを受け、視察は取りやめとなる。一行は直ちに引き返し、7月29日、天皇崩御の知らせは帰路の旅上で受けた。
明治天皇の崩御後、山縣元老の策動により、桂は宮中職である内大臣兼侍従長に推される。「宮中・府中の別」の定めにより、この人事は、桂の事実上の政界引退を意味していた。しかし、明治天皇に大恩を感じていた桂は断りがたく、帰朝後の8月13日、内大臣兼侍従長に就任する。しかし桂は宮中職に精勤しつつも、政界復帰の可能性は保留し続けた。桂の後備役編入が迫る中、山縣は大正天皇に対して桂の元帥称号下賜を推薦。これは終身軍人の待遇を得るのと引き換えに、治安警察法の規定により、政治結社への関与が永久に禁じられることを意味した。そのため桂は天皇の「御沙汰」を辞退、また天皇に対し、今後は重大人事に関しては容易に御沙汰を下さないよう奏上した。11月28日、桂は後備役に編入される。

### 二個師団増設問題による西園寺内閣崩壊
陸海軍は明治40年に策定された帝国国防方針により、当面は陸軍が二個師団増、海軍が戦艦1隻、巡洋艦3隻の増艦を要求していた。一方で西園寺首相は日露戦争後の財政難から緊縮財政の方針を採っていた。
大正元年8月頃から、陸軍省（上原勇作陸軍大臣）と内閣（政友会）の間で、二個師団増設を巡って対立が深まる。藩閥勢力の長老である山縣元老は増設を求めており、また陸軍内の強硬派は、これを機に西園寺内閣を倒閣、寺内朝鮮総督を首班に陸軍主体の内閣を立ち上げることを計画した。しかし、山縣元老は内閣の意向や世論の反発を無視して増設を強引に推し進めることには慎重であり、また桂の政界引退により桂園体制が終焉した後の政友会との関係性を図る意味合いもあり、二個増師が不可能なら軍備充実、部分的増軍、一年延期などで妥協することも考えていた。
上原陸相は、陸軍内部の突き上げと増設反対の内閣・世論の板挟みになったが、11月29日、陸軍内の妥協的な動きを受けて、一旦は増師撤回を表明する。しかし、政界復帰を模索する桂および、薩摩閥の復権を企図する財部彪海軍次官らは、増師問題がこじれて藩閥と政友会の連携が崩れると自らに有利に作用するため、増師を押し通すように上原陸相を焚きつけた。
11月30日の閣議で、上原陸相は翌大正2年度からの増師を強硬に要求したが、増師計画は採用されなかった。12月2日、上原陸相は帷幄上奏権を利用して、単独で大正天皇に直接辞表を提出した。事態の急転に驚いた山縣元老は、桂内大臣を通じて、内閣と陸軍との和同を求める勅語の渙発を提案し、自ら勅語の草案を起草するが、この草案は桂の手によって握りつぶされた（12月1日）。桂は侍従長の資格で西園寺首相と面会したが、この時、増師要求を受け入れるよう口頭で求めるにとどめた。更に、後任陸相について、桂は人選は難しいという軍内情勢を伝えた。軍部大臣現役武官制により、陸軍から後継陸相の推薦が出ない場合は、内閣は成立しなくなる。
12月3日、西園寺首相は上原陸相の辞表を一時留めおくよう要請したのちに山縣元老と面会する。西園寺の目的は後継陸相についてであったが、勅語が桂の手で握りつぶされたことを知らない山縣は、増師問題で歩み寄ることで互いの妥協を図るよう提案した。西園寺は、山縣が増師問題で元から妥協をしてもかまわないと思っていることを知らなかったため、山縣は最初から倒閣を目論んでいたと解釈、かくなる上は一旦野に下り、後継の藩閥首脳陣と対決するほかない、と一決する。12月5日、第2次西園寺内閣は総辞職した。

### 桂内閣の成立と憲政擁護運動の高まり
西園寺内閣の崩壊を受けて、元老会議（山縣有朋・井上馨・松方正義・大山巌・桂太郎各元老）が開かれ、次期首相選定が行われたが、難航する。まず松方が押され、薩派の面々が賛同するが、海軍有力者の山本権兵衛元海相は元老世代からの世代交代を求めたため頓挫し、結局高齢を理由に辞退、更に山本元海相や、山縣閥の平田東助前内相なども政権運営の困難を理由に辞退、次いで桂が山縣子飼いの寺内朝鮮総督を推薦するが、寺内を温存したい山縣の意向で辞退する。
後継首相の人選が難航している間、今回の政変は陸軍と藩閥政治家、特に山縣の横暴であるという批判が世間では高まった。12月13日、東京の新聞記者・弁護士らが憲政振作会を組織して二個師団増設反対を決議し、翌14日には交詢社有志が発起人となって時局懇談会をひらいて、会の名を憲政擁護会とした。19日の歌舞伎座での憲政擁護第1回大会では、政友会、国民党の代議士や新聞記者のほか実業家や学生も参加し、約3,000の聴衆を集めて「閥族打破、憲政擁護」を決議している。この動きは憲政擁護運動、後に第1次護憲運動と呼ばれることとなる。特に、政変の黒幕であるとみなされた山縣に対しては、暗殺を企てる刺客まで現れた。
元老会議での首相選定は、最終的に桂を指名せざるを得なかった。12月17日、桂に大命が降る。しかし、桂は半年前に内大臣兼侍従長になったばかりであったため、「宮中・府中の別」をあからさまに破る人事に非難の声があがった。これについては桂も気にかけており、大命降下と同時に特別に「卿をして輔国の重任に就かしめむことを惟ふ」と、勅語を下賜された。が、これが逆に「天皇の政治利用」とのちに批判を招いた。更に、政権交代の発端となった軍拡問題について、陸軍の増師に加えて海軍の増艦についても一時凍結、国防会議を設置して改めて審議する方針を打ち出したため海軍が硬化、大臣引き上げを示唆する。これを解決するためにまたしても勅語（優詔）によって斎藤実海相を留任させたため、「天皇の政治利用」批判に拍車をかけることになった。12月21日、第3次桂内閣が発足。

### 政友会と国民党の提携・同志会の結成

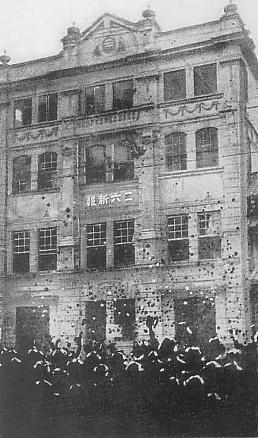
1913年（大正2年）2月10日、政府よりとされた二六新報社を襲撃する群衆

山縣元老らは、桂の政界復帰により桂園体制が復活し、藩閥と政友会との連携による政権運営が継続してゆくと見込んでいた、しかし、首相就任によって政界復帰を果たした桂は、内大臣就任前に企図していた二大政党制構想に基づき、自前の政治勢力の結成、新党設立を目論んでいた。そのため、内閣の陣容は非山縣系の閣僚で固めたほか、12月18日に桂が西園寺総裁を訪れた際、政権運営に当たり「政友会に対して厚意は望むものの、特に希望する事項はなし」と、遠回しに政友会との連携に否定的な態度をとった。つまりこの時点で、桂は山縣率いる藩閥、および政友会と意図的に距離を取り始めたのである。
これをきっかけに政友会は桂率いる藩閥勢力との提携打ち切りを決断、憲政擁護運動に肩入れするとともに、桂園時代には距離を置いていた議会第二党の立憲国民党（犬養毅党首）との連携を強めた。12月27日には、野党の国会議員や新聞記者、学者らが集まって護憲運動の地方への拡大を決めた。その後、1913年（大正2年）1月にかけて運動は全国に広がり、日露戦争後の重税に苦しむ商工業者や都市民衆が多数これに参加した。
第3次桂内閣は、政見として、行財政整理の推進（政友会の地方利益誘導政策の是正）、「国防会議」による軍備拡張額管理（編制大権）の制度化や軍務大臣文官制の導入（山縣率いる陸軍閥のへの牽制）を掲げる（ただし、上述の海軍との対立によって、後者は政権発足前に打撃を受けた）。桂首相は国内で広がっている運動にも楽観的で、自らの新党構想が明るみに出れば、世論の矛先は藩閥や政友会に向かい、自身は輿論の支持を得られると想定していた。1月20日、桂は新聞記者を集めて新党・立憲同志会結成の構想を公表（党名決定は2月7日）、翌21日の議会開会時、政友会が内閣不信任決議案を提出する機先を制して、15日間の停会を命じた。そして、政友会や国民党、藩閥、貴族院などの切り崩し工作を行った。
一方、議会停会中に更に護憲運動は過熱した。24日、東京・新富座にて憲政擁護第2回大会が開かれ、会場内に3千人、会場外には2万人の大群衆が詰めかけた。この時点での政治情勢としては、桂はすでに山縣と袂を分かっており、藩閥を抑える手段として政界復帰、新党結成に動いていたのであるが、藩閥内の細かい暗闘を知らない外部は、山縣が子分である桂を宮中に入らせ、西園寺内閣を潰して政界に復帰させ、更には新党結成を行っている、とみなしており、山縣だけでなくその手下である（と思われていた）桂も、攻撃の対象となった。
議会が再開された2月5日、政友会、国民党などの野党は内閣不信任決議案を提出。政友会の尾崎行雄議員の有名な弾劾演説はこの時のものである。
この趣旨説明の演説の後、議会は再度、5日間の停会となり、議会周辺に詰めかけた群衆の間では騒然とした空気になった。

### 内閣総辞職
新党構想発表後も当初想定していた世論の支持を得られないことに動揺した桂内閣は、帰朝して外相に就任していた加藤高明から、明治天皇の諒闇中（服喪期間）であることを理由に、政争を中止するよう詔勅（優詔、御沙汰）を引き出すことを提案される（優詔政策）。2月4日、5日の閣議で議論され、再度の勅語渙発の方針が決まる。8日、桂首相は加藤外相の仲介で西園寺総裁と会談に臨み、優詔が出た場合の政友会の出方を伺う。西園寺も「内閣を取り巻く現状は気の毒であるが、自分の一存で党内を抑えられない（ので、御沙汰を出していただくよりほかにはない）」と、勅語渙発の方向に賛同（黙認）する。西園寺総裁が党務を預かる原敬・松田正久の賛同を得て、翌9日、西園寺総裁が参内、大正天皇から御沙汰を受けた。その日の夜、政友・国民両党の幹部が西園寺邸で協議を行い、御沙汰を奉じる他なし、と決議した。一方この日、両国国技館にて第3回憲政擁護大会が開かれ、場内だけで2万人の聴衆が集まった。
翌10日、朝から数万人の民衆が議事堂を包囲した。早朝、山本権兵衛元海相が首相官邸を訪問する。海軍は先の桂内閣成立の経緯から政権と距離をとっており、再度の勅語引き出しで事態を乗り切ろうとした桂の態度に憤慨していた。山本は「幼帝を差し挟んで政権を専らにする」などと桂を面罵、対する桂は「自分は地位に恋々とはしない、君が代わりにやるというなら代わりにやればどうか」と応酬し、短時間の面談は物別れに終わる。山本はそのまま西園寺総裁に面会すべく政友会本部へ向かったが、西園寺はまだ到着していなかった。そこで山本が桂との面談について語ると、代議士会のために集まっていた議員が意気軒昂として、反桂の気勢をあげる。その後、代議士会で西園寺が事情を説明するが効果なく、政友会は最終的に、内閣打倒で突進することを決する。
知らせを受けた内閣閣僚らは、御沙汰の効果がなく、政友会が倒閣に乗り出したことに不満で、事態は解散総選挙に傾きかけた。しかしここで、桂首相と同郷の大岡育造衆議院議長が桂と面会、解散は内乱誘発を招くと忠告を受ける。市中が騒乱状態になると戒厳令により陸軍の政治力がますます強まることは確実で、またそもそも立憲同志会の基盤ができておらず選挙を行っても事態を打開できる見込みは立たないことから、桂は内閣総辞職を決意する。桂は閣僚に辞表を書くよう指示し、同時に再び停会を命じた。この時、内閣総辞職よりも先に再度の停会の報が届いたため、桂がまたしても時間稼ぎを図ったと早合点した一部群衆が暴徒化し、警察署や交番、政権寄りとされた国民新聞社などを襲撃した。同志会に合流した代議士の邸宅も襲撃を受け、治安維持のために軍隊が出動した。
2月11日、第3次桂内閣は発足からわずか53日で総辞職した。後任首班を選定する元老会議が召集され、政党内閣の実現を望まない山縣は、現状維持となるよう西園寺に再組閣を求めたが、西園寺は先の勅旨の貫徹を果たせなかったことから政友会総裁を辞職したことを理由に辞退。その後、西園寺が推薦した山本元海相が各元老の賛同を得たため、山本に組閣の大命が降った。政友会の内、原、松田は閣外協力をする方針であったが、西園寺の勧めで政権与党として閣僚を輩出することになる。のちに入党した大臣も含めると過半を政友会員が占め、政友会内閣の首班に山本を招く形となった。2月20日、第1次山本内閣が発足する。
桂内閣の総辞職から山本内閣の成立に至る間も、世間での騒擾状態は続いた。桂内閣の総辞職と同時に発生した暴動は国内各所へ飛び火し、大阪・神戸・広島・京都などの各市でも同様の騒擾が発生した。また、桂園連携から脱して倒閣の先頭に立ちながら新政権の与党に収まった政友会に対しても矛先が向けられ、15日から19日にかけて、政友会本部や原の邸宅も襲撃を受け、警護に詰めていた壮士との乱闘騒ぎになった。

## 後世への影響
内閣の崩壊により政治生命を大きく毀損した桂であったが、首相退任後も立憲同志会の組織を継続する。桂はこの時点で病魔に侵されており、首相退任から1年足らずの10月10日、死没。同年12月23日に立憲同志会は正式に結党される。その後、反政友会勢力との合従連衡を繰り返したのちに立憲民政党に改組、政友会と並んで二大政党の一翼を担った（憲政の常道）。
一方の政友会は、政変直後に大命降下を受けた山本権兵衛を首班に迎える形で与党復帰を果たす（一部はその変わり身に反発して離党、尾崎らは中正会を結成する）。一方、西園寺が総裁を辞任した後継には原が就任し、名実ともに政友会の最高実力者になった。以降、政友会は原の暗殺などの危機も乗り切り、大政翼賛会に合流するまでのほとんどの期間で議会第一党の座を維持した。

## 広義の大正政変
冒頭に示した通り、大正政変の時期には広狭二義ある。
第1次山本内閣の時代を含めることにより、この時期の民衆が一方では憲政擁護運動以来の反閥族感情を保ちながらも、他方では1913年7月の中国第二革命の混乱に際しては、革命派擁護を名目とする対中出兵論に容易に乗るような大正デモクラシーの一側面が視野にはいってくる。松尾尊兊はこれを「内には立憲主義、外には帝国主義」という二面性をもったものとして説明している。
シーメンス事件によって第1次山本内閣が倒れたのち、民衆に人気のある大隈重信が立憲同志会、大隈伯後援会および中正会を与党として2回目の組閣をおこなったが、ここでは山東半島におけるドイツ勢力の駆逐と中国利権の確保を契機として、政友会と国民党は選挙で敗北し、陸軍二個師団増設が議会を通過し、のちに中国人のナショナリズムをおおいに刺激することになる「対華21か条要求」が国民的承認をうけるのであった。